# انتخابات قيادة الليكود 2012
أجريت انتخابات لقيادة الليكود في 31 يناير 2012.

## خلفية
كان متوقعا بنيامين نتنياهو الحالي منذ البداية، بعد فشل أزمة سياسية في الترشح لاعادة انتخابه. وُصف سيلفان شالوم وموشيه فيجلين كمرشحين محتملين لمعارضة نتنياهو. لكن شالوم رفض الترشح. في 29 ديسمبر 2011, أعلن فيجلين ترشيحه.

## مرشحين
- موشيه فيجلين، زعيم فصيل مانهيجوت يهوديت[3][4]
- بنيامين نتنياهو، شاغل المنصب ورئيس وزراء إسرائيل[5]

رفض
- سيلفان شالوم[5]

آخر
- حاول فلاديمير هيرتزبيرج، الفيزيائي النووي والمرشح الدائم[5] - الترشح، لكن لم يتم إدراجه في الاقتراع.

## الحملة الانتخابية
يرغب فيجلين في استعادة القيم اليهودية ومحاربة العلمانية والاشتراكية. يريد إنهاء كل المساعدات الأمريكية لإسرائيل وإلغاء اتفاقيات أوسلو. واتهم نتنياهو بالكذب بشأن الاستيطان اليهودي في الضفة الغربية. عمل فيجلين على حشد الدعم من ناخبي الليكود في الضفة الغربية، محذرا من أن نتنياهو «سيتجه إلى اليسار» ويجمد البناء مرة أخرى. يأمل فيجلين في الحصول على 20٪ على الأقل في الانتخابات التمهيدية، رغم أنه حصل على 24٪ خلال الانتخابات التمهيدية الأخيرة. قال نتنياهو لحملته أن فيجلين يجب ألا يتجاوز 20٪.
تم ذكر فيجلين من قبل مؤيدي رون بول، المرشح الجمهوري لمنصب رئيس الولايات المتحدة، ردًا على مزاعم بأن بول مناهض لإسرائيل بسبب معارضته للمساعدات الخارجية. ورفض فيجلين تأييد أي مرشح، قائلا إنه لا يحب أن يتدخل الأمريكيون في السياسة الإسرائيلية. ومع ذلك، قال إنه يتفق مع رون بول بشأن المساعدات الخارجية، ومع نيوت غينغريتش بشأن الوضع التاريخي للفلسطينيين.
وقال إنه كان على إسرائيل أن تهاجم البرنامج النووي الإيراني منذ فترة طويلة، وسيكون هذا أول عمل له في منصبه.
في 3 يناير 2012, أطلق فيجلين حملته مع مئات من المؤيدين في فندق رمادا رينيسانس في القدس، وحدد برنامجه. كان «يحافظ على أرض إسرائيل بأكملها، ويبني في جميع أنحاء الأرض، ويطرد الأعداء والمتسللين، ويصعد إلى جبل الهيكل ليذبح حمل الفصح». بالإضافة إلى ذلك، سيعين وزير دفاع من الليكود، منتقدًا نتنياهو للحفاظ على زعيم حزب العمل السابق إيهود باراك، وتجهيز الجنود بشكل صحيح للمهام، ويطالب [الرئيس الأمريكي] أوباما بالإفراج عن جوناثان بولارد، ومنع تولي ميرتس منصب المحكمة العليا. تم تشجيع المؤيدين على الترويج لترشيح فيجلين وإقناع ناخبي الليكود بالتصويت له.
أظهر استطلاع للرأي صدر في 16 يناير 2012 من قبل Ma'agar Mochot أن نتنياهو يتقدم على Feiglin بنسبة 51٪ مقابل 35٪, و 14٪ من أعضاء الليكود لم يقرروا.
هزم نتنياهو فيجلين وحصل على 77٪ من الأصوات. واتهمت حملة فيجلين أنصار نتنياهو بمنع الناخبين من التصويت. قال محللون إن عدم قدرة نتنياهو على الفوز بنسبة 80٪ هو فشل.
بالإضافة إلى ذلك، أثيرت مزاعم خطيرة بالتلاعب في الأصوات، مما يشير إلى أن فيجلين ربما فاز بنسبة أعلى بكثير من الأصوات. لم يتم متابعة هذه الادعاءات بشكوى رسمية، لأنها لم تكن لتؤدي إلى انتصار فيجلين.

## الاقتراع
| تصويت      | تاريخ         | نتنياهو | فيجلين | غير محدد |
| ---------- | ------------- | ------- | ------ | -------- |
| معقر موخوت | 16 يناير 2012 | 51٪     | 35٪    | 14٪      |

## نتائج
| مرشح            | الأصوات | النسبة المئوية |
| --------------- | ------- | -------------- |
| بنيامين نتنياهو |         | 77٪            |
| موشيه فيجلين    |         | 23٪            |

## روابط خارجية
- موقع حملة Feiglin (بالإنجليزية)
- موقع حملة نتنياهو (بالإنجليزية)